# John W. Nystrom
John William Nystrom,
född Johan Vilhelm Nyström 8 februari 1824 i Lofta socken, död 11 maj 1885 i Philadelphia, var en svenskfödd amerikansk väg- och vattenbyggnadsingenjör, uppfinnare och författare. Han tjänstgjorde som biträdande sekreterare och chefsingenjör inom USA:s flotta under amerikanska inbördeskriget.

## Bakgrund
John Nystrom var son till gårdssmeden Jonas Magnus Nyström. Han studerade 1844–1846 vid Teknologiska institutet i Stockholm och arbetade därefter vid Motala Mekaniska Verkstad 1846–1849. Han emigrerade därefter till USA där han 1849 fick anställning vid 
anställning som konstruktör vid R. F. Lopers fabrik i Philadelphia. Han blev amerikansk medborgare 1854. Nystrom vistades 1856–1859 i Ryssland som överingenjör vid Don-Volga-järnvägen och Don-Azovska ångbåtsaktiebolaget. Han var även konsulterande ingenjör vid olika ryska företag. Under tiden i Ryssland konstruerade han en hydraulisk pontondocka. Nystrom återvände till USA, där han 1863 var järn- och stålfabrikör i Gloucester City, New Jersey. Han var därefter en tid överingenjör vid USA:s flotta men vistades 1866–1870 i Peru för att på Peruanska regeringens uppdrag undersöka naturtillgångarna i det inre av landet och möjligheterna att utnyttja dem genom nya kommunikationsleder. Särskilt intresserade han sig för förutsättningarna för gruvdrift i Cuzco och Chanchamayo. Han bodde från 1872 i Philadelphia i Pennsylvania, där han verkade som konsulterande ingenjör och maskinkonstruktör.

## Uppfinningar och patent
Nystrom tog ett flertal patent för uppfinningar, bland annat för räknemaskiner, en marin ångmaskin och ett kylskåp. Hans räknesticka registrerades (patentnummer 7961) vid USA:s patentverk den 4 mars 1851.

## Tal- och måttsystem
1859 föreslog Nystrom ett hexadecimalt (med basen 16) system för talangivelser, aritmetik och mätning, kallat tonalsystemet (eng. Tonal system). Förutom nya vikter och mått innehöll hans förslag en ny kalender med sexton månader, en hexadecimal klocka med sexton timmar per dygn, samt ett nytt myntsystem. 1862 utgavs hans bok Project of a New System of Arithmetic, Weight, Measure and Coins, Proposed to be Called the Tonal System, with Sixteen to the Base., redan 1852 utgav han A Treatise On Screw Propellers and Their Steam Engines som fick stor betydelse för skeppsbyggnadskonsten. Mest känd blev han för Pocket Book of Mechanics and Engineering (1855, 18:e upplagan 1885, svensk översättning Handbok för ingenjörer och mekanici (1864, 2:a upplagan 1877).
1875 föreslog Nystrom ett duodecimalt (med basen 12) system för talangivelser, aritmetik och mätning, som han benämnde Duodenal system (duodenalsystemet), i ett tillägg till boken A New Treatise on Elements of Mechanics Establishing Strict Precision in the Meaning of Dynamical Terms.